# Konstantin Bühler

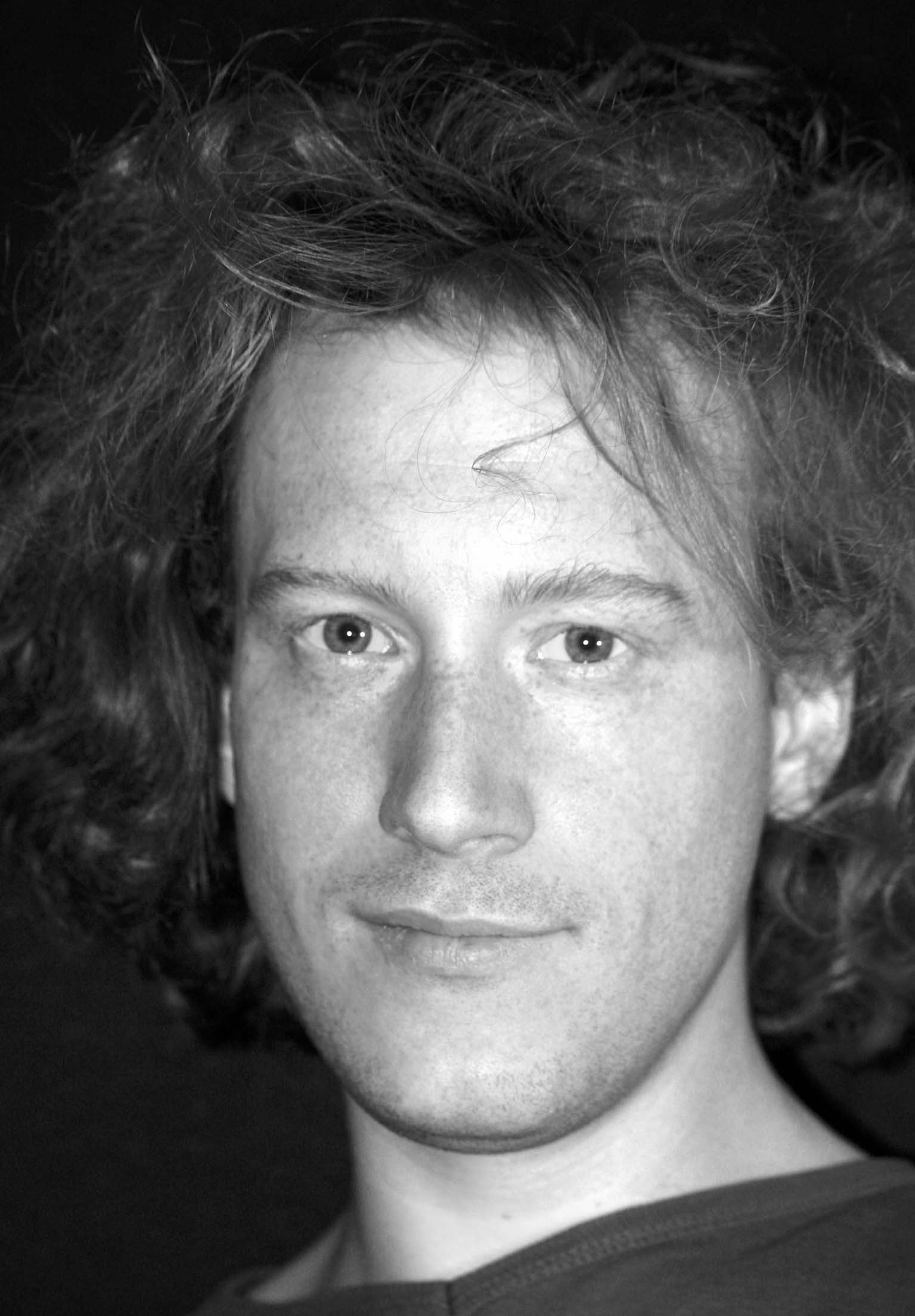
Konstantin Bühler (2008)

Konstantin Bühler (* 1979 in Düsseldorf) ist ein deutscher Schauspieler und Hörspielsprecher.

## Leben
Bühler studierte zunächst Amerikanistik, Komparatistik und Geschichte an der Friedrich-Wilhelms-Universität Bonn, brach sein Studium jedoch zugunsten seiner Ausbildung an der Hochschule für Musik und Darstellende Kunst in Frankfurt am Main ab. Unter der Intendanz von Günther Beelitz holte ihn Wolfgang Maria Bauer 2003 an das Theater der Stadt Heidelberg, dessen Ensemble er bis 2005 angehörte. Zur Spielzeit 2005/2006 wechselte er an das Landestheater Linz, an dem er bis 2007 spielte. Für seine Darstellung des Ödipus in Sophokles’ gleichnamigem Stück in einer Inszenierung von Bernarda Horres 2006 erhielt Bühler eine Nominierung zum „Nachwuchsschauspieler des Jahres“ der Zeitschrift Theater heute.
Von 2007 bis 2014 arbeitete Bühler als freier Schauspieler. Für seine Darstellung des Hauptsturmführers in Heinz R. Ungers Zwölfeläuten in einer Inszenierung von Michael Lerchenberg bei den Luisenburg-Festspielen erhielt Bühler den Rosenthal-Nachwuchspreis 2008, der von der Rosenthal AG und den Luisenburg-Festspielen verliehen wird. In Matthias Langhoffs Inszenierung von Bertolt Brechts Im Dickicht der Städte am Landestheater Linz war Bühler 2009 in der Rolle des Bibliotheksangestellten George Garga zu sehen.
Als Dozent für Schauspiel unterrichtete Bühler 2012 an der Akademie für Darstellende Kunst Baden-Württemberg. In den Spielzeiten 2014/2015 und 2015/2016 war er Teil des Ensembles des Düsseldorfer Schauspielhauses. Zur Spielzeit 2017/2018 wechselte Bühler ins Ensemble des Staatstheater Braunschweig (Zusammenarbeit u. a. mit Christoph Diem und Philipp Preuss). Mit Beginn der Intendanz von Johan Simons wechselte er 2018 an das Schauspielhaus Bochum. Bühler ist zudem auch als Hörspielsprecher tätig.

## Theaterauftritte (Auswahl)
- 2004: Joseph von Eichendorff: Aus dem Leben eines Taugenichts – Rolle: Taugenichts (Theater Heidelberg)[5]
- 2005: Robert Musil: Die Verwirrungen des Zöglings Törleß – Rolle: Basini (Theater Heidelberg)
- 2006: William Shakespeare: Maß für Maß – Rolle: Claudio (Landestheater Linz)
- 2006: Sophokles: König Ödipus – Rolle: Ödipus (Landestheater Linz)
- 2007: Arthur Schnitzler: Das weite Land – Rolle: Otto von Aigner (Landestheater Linz)
- 2007: Johann Nestroy: Häuptling Abendwind – Rolle: Arthur
- 2008: Ken Kesey, Dale Wasserman: Einer flog über das Kuckucksnest – Rolle: Chestwick (Theater Oberhausen)
- 2008: Friedrich Schiller: Die Räuber – Rolle: Franz Moor (Luisenburg-Festspiele)
- 2008: Heinz R. Unger: Zwölfeläuten – Rolle: Hauptsturmführer (Luisenburg-Festspiele)
- 2009: Tennessee Williams: Die Katze auf dem heißen Blechdach – Rolle: Brick (Landestheater Linz)
- 2009: Bertolt Brecht: Im Dickicht der Städte – Rolle: George Garga (Landestheater Linz)
- 2010: Heinrich von Kleist: Das Käthchen von Heilbronn – Rolle: Graf Wetter vom Strahl (Landestheater Linz)
- 2010: Anton Tschechow: Drei Schwestern – Rolle: Werschinin (Landestheater Linz)
- 2010: Michel Vinaver: Die Live-Sendung – Rolle: Hubert Phélypeaux (Landestheater Linz – österreichische Erstaufführung)[6]
- 2011: Elfriede Jelinek: In den Alpen – Rolle: Der Mann (Landestheater Linz)
- 2012: Christoph Nußbaumeder: Meine gottverlassene Aufdringlichkeit (Sophiensaele)
- 2012: Rainer Werner Fassbinder: Preparadise Sorry Now (Schauspiel Leipzig)
- 2013: Falk Richter: Rausch (Landestheater Linz – österreichische Erstaufführung)
- 2013: Bertolt Brecht: Im Dickicht der Städte – Rolle: George Garga (Theatre National du Luxembourg)
- 2014: Salvatore Sciarrino: Lohengrin – Rolle: Lohengrin (Staatsoper Berlin)
- 2014: Johann Wolfgang Goethe: Iphigenie auf Tauris – Rolle: Pylades (Düsseldorfer Schauspielhaus)
- 2015: George Tabori: Die Goldberg-Variationen – Rolle: Japhet (Düsseldorfer Schauspielhaus)
- 2015: Hanoch Levin: Mord – Rolle: Der blasse Soldat (Düsseldorfer Schauspielhaus)
- 2015: Carl Zuckmayer: Der Hauptmann von Köpenick – Rolle: Zuschneider Wabschke (Düsseldorfer Schauspielhaus)
- 2015: Johann Wolfgang Goethe: Faust 1 – Rolle: Wagner (Düsseldorfer Schauspielhaus)
- 2016: Friedrich Hebbel: Die Nibelungen – Rolle: Giselher (Düsseldorfer Schauspielhaus)
- 2016: Agostino Steffani: Amor vien dal destino – Rolle: Amor (Staatsoper Berlin)
- 2016: Jonas Hassen Khemiri: ungefähr gleich – Rolle: Andrej (Theatre des Capucins Luxembourg)
- 2016: Martin McDonagh: Hangmen – Rolle: Bill (Staatstheater Wiesbaden – deutschsprachige Erstaufführung)
- 2017: Ferdinand von Schirach: Terror – Rolle: Verteidiger Biegler (Stadttheater Bremerhaven)
- 2017: Arthur Honegger: Jeanne d’Arc au bucher – Rolle: Zeremonienmeister (Oper Frankfurt)
- 2018: Aki Kaurismäki: Le Havre – Rolle: Marcel Marx (Staatstheater Braunschweig)
- 2018: Peter Handke: Die Unschuldigen, ich und die Unbekannte am Rand der Landstraße – Rolle: Häuptling/Capo (Staatstheater Braunschweig)
- 2023: Edward Albee: Wer hat Angst vor Virginia Woolf? – Rolle: George (Schauspielhaus Bochum)

## Hörspiele (Auswahl)
- 2011: Ferdinand Kriwet: Beattheater 2011[7]
- 2011: James Graham Ballard: Running Wild
- 2011: Joy Markert: Die Chamissofalle
- 2012: Roberto Arlt: Das böse Spielzeug
- 2012: Abbas Khider: Der falsche Inder
- 2013: William S. Burroughs: Die letzten Worte von Dutch Schultz
- 2013: Ferdinand Kriwet: Radio-Revue
- 2014: Marguerite Duras: Die Existenz der Haut
- 2015: Paul Klee: Pädagogisches Skizzenbuch